# アカエア

アカエア属州の位置（120年頃のローマ帝国）

アカエア（ラテン語: Achaea、ギリシア語: Αχαΐα、ギリシア語ではアカイア）は、古代ローマ期の属州の一つでギリシア南部ペロポネソス半島に位置し、エピルスとマケドニア属州に北で接していた。また、アテナイやスパルタ、テーバイなどのポリスが属していた。

## 概要

### ローマ支配前・小史
アカイア地方（ペロポネソス半島北部）にあるポリスは古代ギリシア時代より高度の自治を有していたが、ギリシア世界における主役となることはなかった。アテナイやスパルタといったギリシアにおける有力ポリスはペロポネソス戦争以降の数々の戦争、紀元前4世紀のマケドニア王ピリッポス2世、アレクサンドロス3世父子の支配時代を通じて、マケドニアに散発的な抵抗を見せるものの、徐々に力を落としていった。紀元前3世紀に、北方のアンティゴノス朝マケドニア王国に対抗するためにアカイア人たちはアカイア同盟を結成した。彼らはイリュリアやカルタゴなどを破って勢力を伸ばしつつあった共和政ローマと手を組み、有力ポリス亡き後の間隙を縫う形でギリシアの覇権を狙い、ギリシアにおける影響力を増そうとするマケドニアや強国への復活を目指すスパルタと対峙した。クレオメネス戦争（紀元前229年-紀元前222年）ではアラトスの指導の下でマケドニアと組んでスパルタ王クレオメネス3世と戦って破り、紀元前2世紀始めにはフィロポイメンの下でスパルタの二人の僭主マカニダスとナビスと戦い、ついに紀元前192年にはナビスの死によって混乱状態にあったスパルタをアカイア同盟に強制的に加入させ、支配下に置いた。ローマとの戦いでマケドニアが凋落するとアカイア同盟はローマと対決したが、紀元前146年に執政官ルキウス・ムンミウス率いるローマ軍とのコリントスの戦いに同盟軍は敗北、コリントスが破壊されアカエア自体もローマへ併合された。なお、コリントの征服者ムンミウスは「アカイアの征服者」を意味する「アカイクス」（Achaicus）のアグノーメン（添え名）を得た。

### 共和政ローマ時期
共和政ローマへの併合後、元老院属州として60年間は無事に統治され、中核となるアテナイやスパルタなどは、古代ギリシア時代同様に一定の自治を保有していた。当時は近隣のマケドニアと一つの属州であった。
紀元前88年、ポントス王ミトリダテス6世は、ビテュニアやカッパドキアの領有を巡ってローマとの間で戦端を開いた。アカエアをローマから解放することを唱えたミトリダテスに対して、アテナイなどアカエア属州に属するポリスの多くがミトリダテスを支援した。結局、ルキウス・コルネリウス・スッラが指揮を取るローマ軍の前にミトリダテスは敗北。紀元前87年にアカエアは再びローマの軍門に下った（第一次ミトリダテス戦争）。
紀元前86年、ルキウス・コルネリウス・キンナらポプラレス（平民派）政権を打倒すべく、スッラは首都ローマへの進軍を開始したが、それに先立ってスッラはテーバイやアテナイを略奪して、美術品や神殿を荒らして回った。
スッラ軍による略奪の傷跡は大きく、アカエア属州内の諸都市は商業面でローマのライバルたり得る存在では無くなった。しかし、アテナイはアレキサンドリアと共に文化都市としてローマ人の尊敬を集めた。マルクス・トゥッリウス・キケロらがアテナイで学問を習得したことが知られている。
紀元前49年からのローマ内戦でアカエアは当初、グナエウス・ポンペイウスら元老院派に組したが、ファルサルスの戦いでガイウス・ユリウス・カエサル派が勝利すると、カエサル支持へ転じた。

### 帝政ローマ時期
紀元前31年、アクティウムの海戦の勝利でアウグストゥスがローマの覇権を掴むと、それまで一つであったアカエアとマケドニアを切り離した。
第5代皇帝ネロを始めとする歴代皇帝はギリシア愛好家として知られ、五賢帝の一人ハドリアヌスはギリシア人の学者ヘロデス・アッティクス（en）にアカエア属州の再建プログラムを任せ、アカエアは再び復興を果たした。
395年、テオドシウス1世が死去して2人の息子によってローマ帝国が東西に分離すると、アカエア属州は東ローマ帝国に属することとなった。以降のアカエア属州の歴史は東ローマ帝国の項目を参照のこと。